# دينيس باكلي
دينيس باكلي هو عسكري كندي، ولد في 1844 في لندسي ‏ في كندا، وتوفي في 20 يوليو 1864 في جورجيا في الولايات المتحدة.